# キタカタキンポウゲ
キタカタキンポウゲ（学名: Ranunculus hasunumae）は、キンポウゲ科キンポウゲ属の多年草。2019年新種記載の種。ヨーロッパ原産の帰化植物とする見解もある。

## 特徴
茎が地を這う大型の多年草。根は糸状で、わずかに太く、塊状にはならない。茎の長さは120cmになり、無毛で、根ぎわから分枝し、地上を這い、茎や根出葉の葉柄の基部は濃い紫色を帯びる。枝は斜上し、紫色を帯びて細長く伸長し、節から発根し、基部は前年の葉柄が枯れて繊維状になったものにおおわれる。根出葉は1-2個。葉身は五角形状腎形、長さ10-15 cm、幅13-14.5 cm、両面は無毛でなめらか。3全裂し、中央の小葉は広倒卵形で、長さ幅ともに6-7.5cm、小葉の中央裂片は3浅裂し、幅6-8mmの卵形の鋸歯があり、基部は広心形になる。葉柄は長さ33-35cmになり、無毛で、基部は鞘状で濃い紫色を帯びる。茎葉は3出し、無毛で、長い葉柄がある。
花期は6月。径25-28mmの鮮黄色の花が数個つく。花柄は長さ7.5-19cmあり、無毛で、しばしば紫色を帯びる。花柄につく小苞葉は線形で長さ6-15mm、基部は鞘状になる。萼片は5個あり、卵形で長さ8mm、幅6mm、舟形で、背面に剛毛があり、開花期に開出する。花弁は5個あり、広倒卵形で、長さ13-14mm、幅9-10mm、爪は長さ1mm、蜜腺は径1mmでコップ状になり、径2-2.5mmの鱗片状の付属体がある。葯は倒狭卵形-長楕円形で、長さ2-3mmになり、背着で外向き、花糸は糸状になる。果実は球形の集合果で、径6mm、長さ8mmになり、果托は毛が多い。痩果は卵形で、長さ3mm、扁平で無毛で平滑、周囲に縁取りがあり、嘴は長さ1.5mmあり、強く反曲する。染色体数2n=4x=32。

## 新種記載
植物学者の門田裕一と三浦憲人は、2019年12月刊行の『植物研究雑誌』第94巻第6号に「日本産キンポウゲ属（キンポウゲ科）の2新種」を発表し、北海道の特産種 セタナキンポウゲ Ranunculus hondanus とともに新種として記載した。キタカタキンポウゲは、門田らによると、茎が地上を這って伸びるようすは、同属のハイキンポウゲ Ranunculus repens L.に似るが、(1)葉は革質で光沢があること、(2)葉裂片には低く平らな鋸歯があり、分裂しないこと、(3)茎や根出葉の基部は濃い紫色を帯びること、(4)痩果の嘴はゆるやかに鉤状に曲がるのではなく、強く反曲するすること、(5)花弁の付属体がより大きく、ハート形の鱗片状の付属体となること、(6)花柄が太く、長く、無毛であることで異なるとしている。

## 分布と生育環境
日本固有種。福島県喜多方市の特産植物で、2018年6月の調査時には寺院境内地のスギの人工林の林縁に、ドクダミ、アカネ、カキドオシ、シャガ等とともに生育していたという。

## 名前の由来
和名キタカタキンポウゲは、発見地で特産地の地名から「喜多方金鳳花」の意。
種小名（種形容語）hasunumae は発見者で福島県会津若松市在住の植物研究家、蓮沼憲二への献名である。蓮沼は2016年6月にこのキンポウゲ属の植物を採集し、標本を門田に送付した。門田は2018年6月に蓮沼の案内でこの採集地の現地調査を行い、その際採集されたものがタイプ標本となった。

## 帰化種説
一方、米倉浩司 (2020)は、YListにおいて、「キタカタキンポウゲ」は、ヨーロッパ原産の帰化種 Ranunculus repens L. var. glabratus DC. (1818) - ハイキンポウゲ（広義）の変種であるとし、Ranunculus hasunumae Kadota (2019) は、シノニムの扱いとなっている。

## ギャラリー

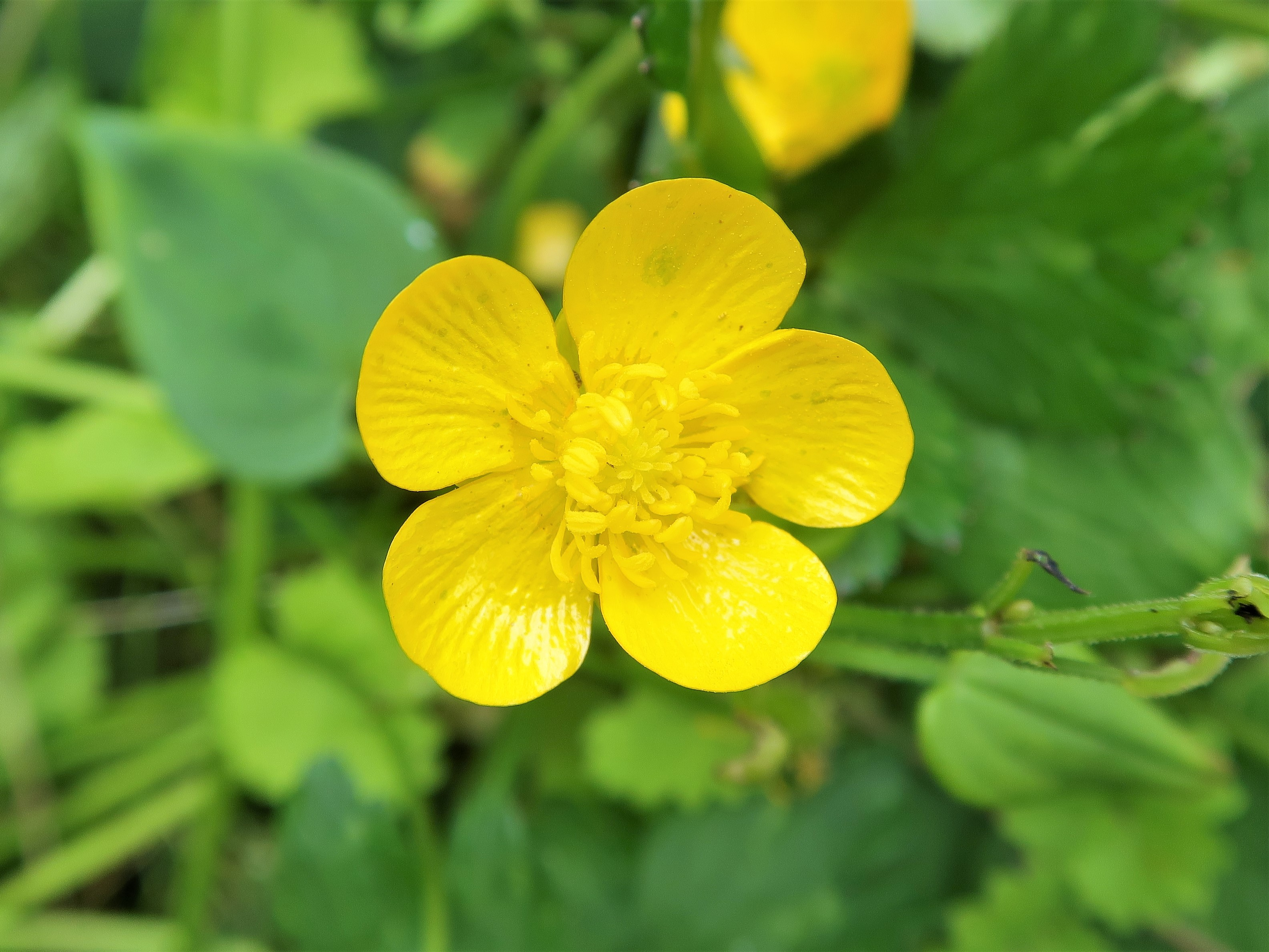
花は鮮黄色で光沢があり、径25-28mm、花弁は5個で広倒卵形をしている。
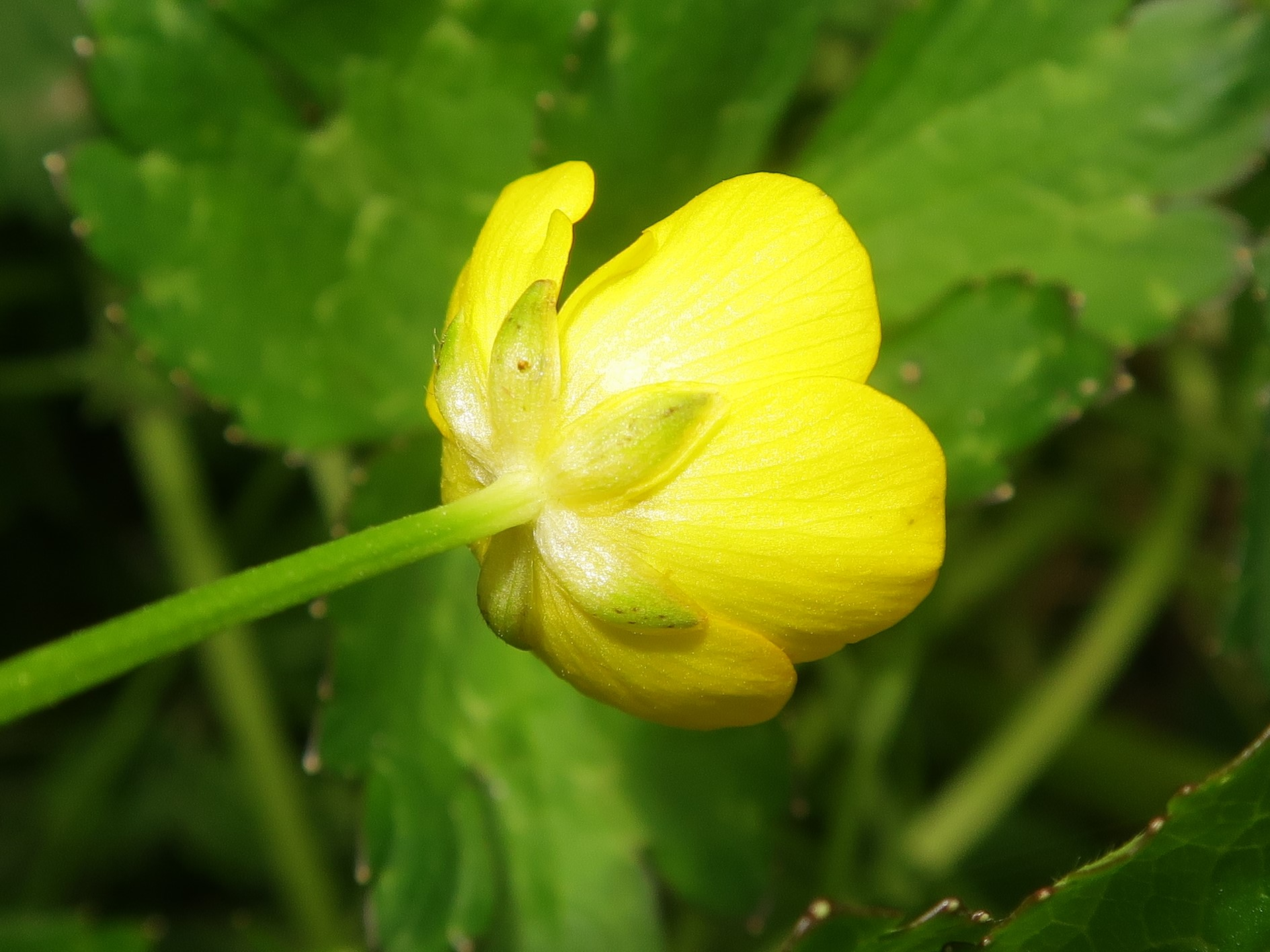
萼片は5個、卵形で舟形になり、背面に剛毛があり、開花期に開出する。
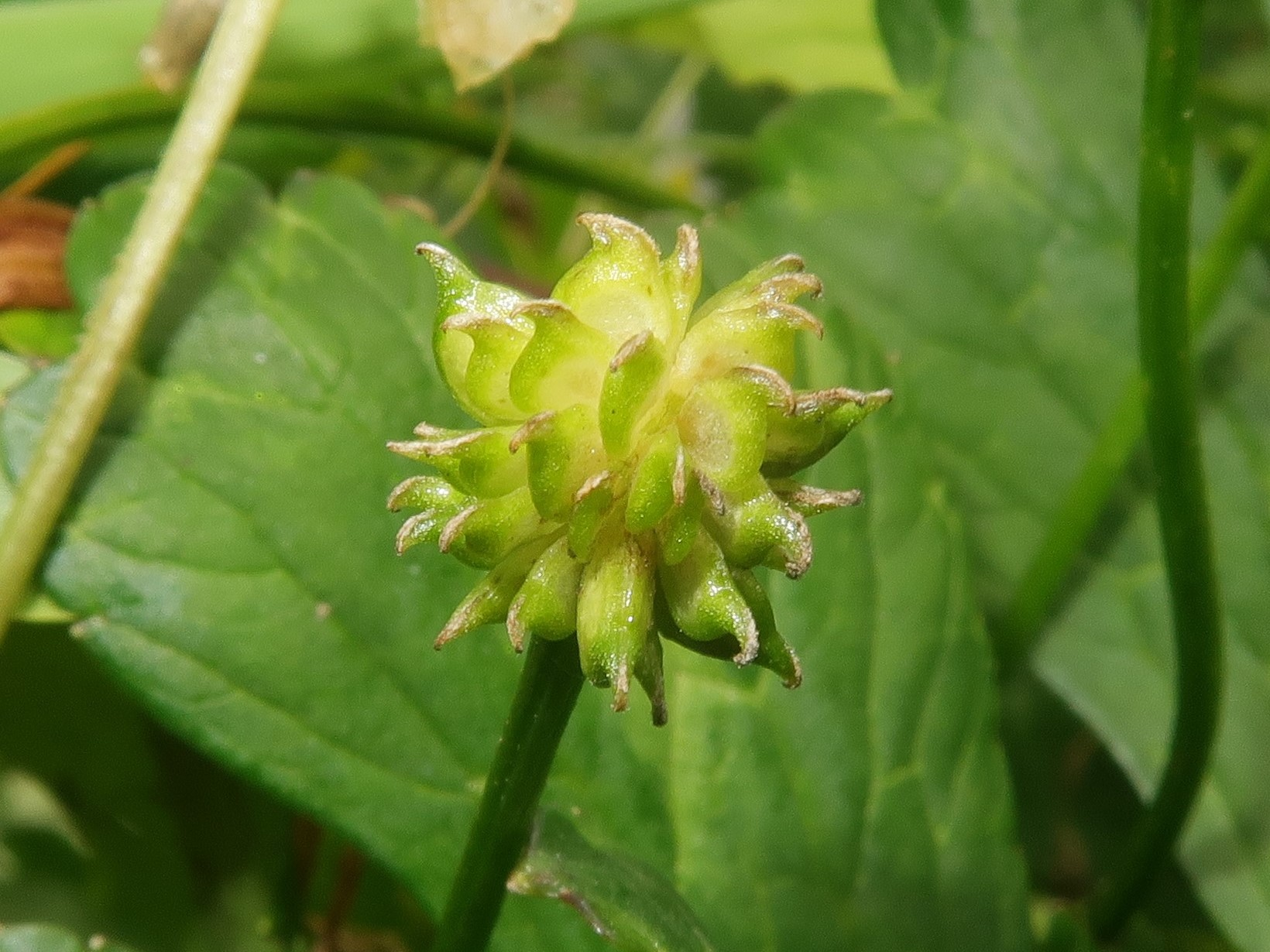
果実は球形の集合果となり、痩果は卵形、扁平で無毛で平滑、周囲に縁取りがあり、嘴は長さ1.5mmあり、強く反曲する。
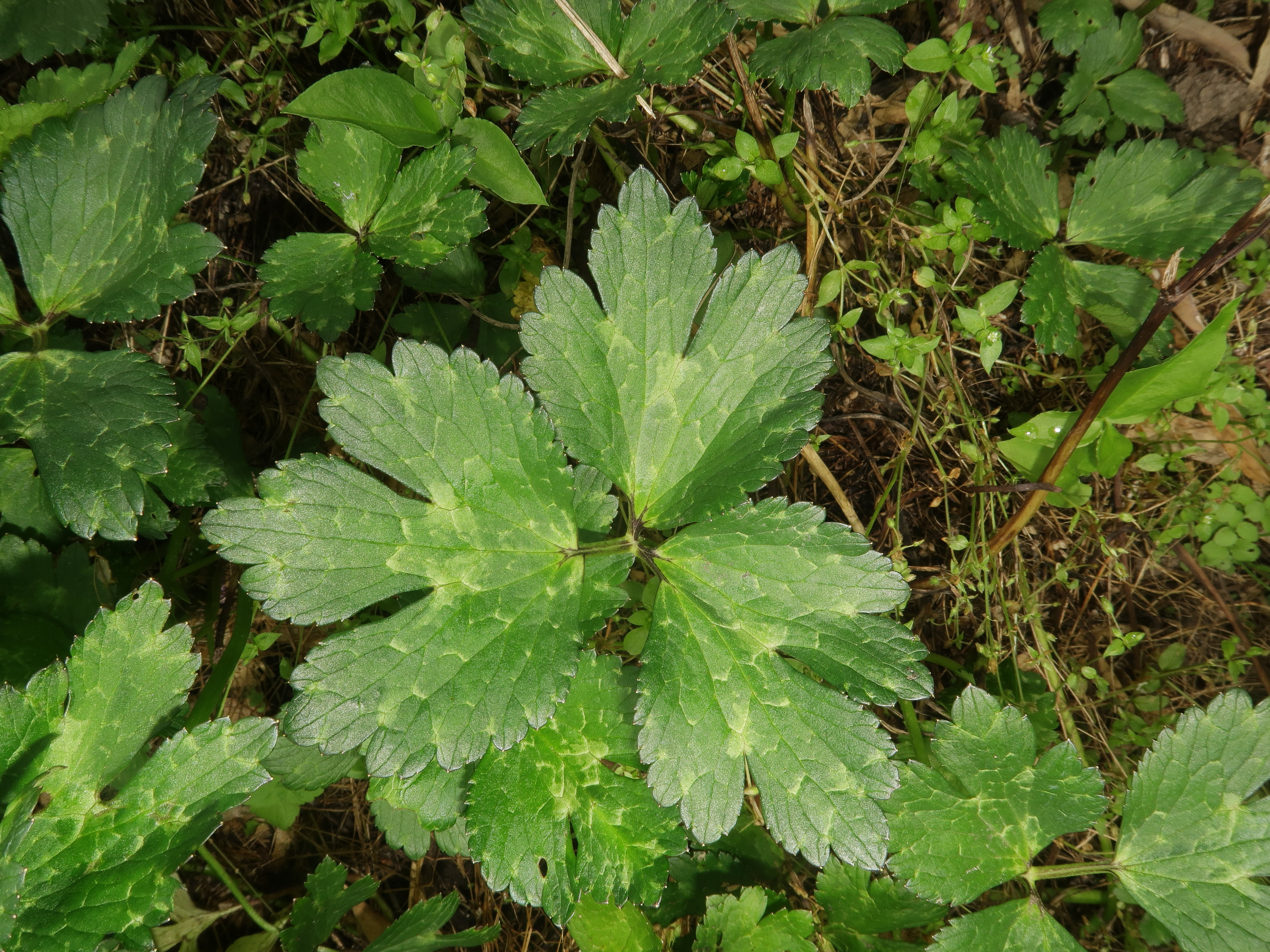
根出葉の葉身。葉身は五角形状腎形で3全裂し、革質で光沢があり、葉裂片には低く平らな鋸歯があり、分裂しない。
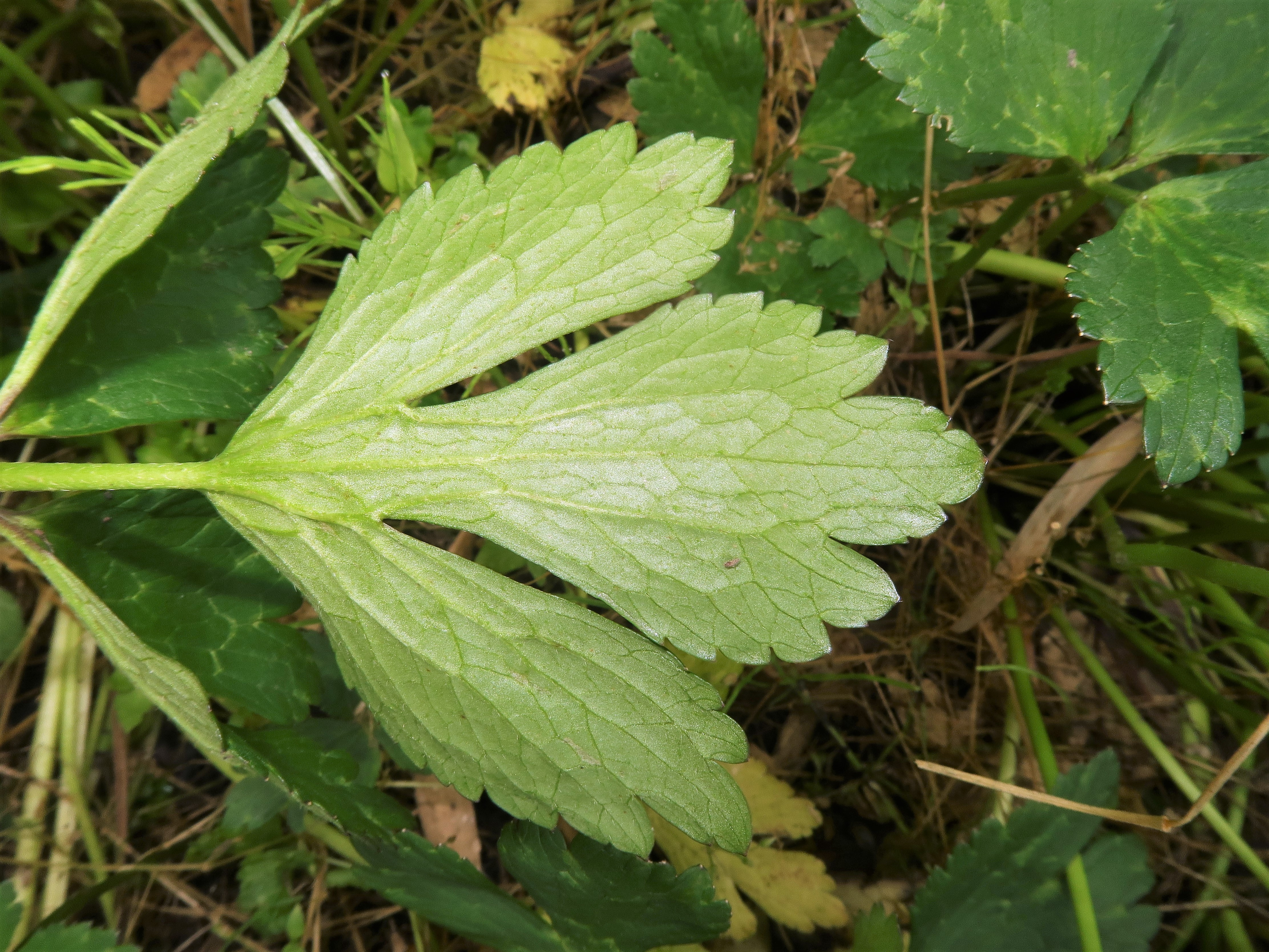
根出葉の中央小葉の裏面。